# Diarmait mac Maíl na mBó
Diarmait mac Maíl na mBó (muerto el 7 de febrero de 1072), fue rey de Leinster y Dublín y contendiente por el título de Rey Supremo de Irlanda. 
Fue uno de los más importantes y significativos monarcas de irlanda en la era prenormanda, y su área de influencia alcanzaba las islas Hébridas, la isla de Man e incluso Inglaterra.

## Contexto
Diarmait era miembro de los Uí Cheinnselaig, una dinastía radicada en el sureste de Leinster y centrada en torno a la población de Ferns, en el actual condado de Wexford. Su padre Donnchad mac Diarmata era conocido con el epíteto de Máel na mBó, de donde viene el patronímico de Diarmait. El último de los ancestros de Diarmait en ostentar el título de rey de Leinster había sido Crimthann mac Énnai, fallecido a finales del siglo V. No obstante, sus antepasados más cercanos habían sido reyes de Uí Cheinnselaig, entre ellos su bisabuelo Domnall mac Cellaig (fallecido en 974). La madre de Diarmait, Aife, era hija de Donnchad mac Gilla Pátraic, rey de Osraige, y tenía al menos un hermano, Domnall, cuyo hijo Donnchad mac Domnaill Remair llegaría a ocupar el trono de Leinster.
Los Uí Cheinnselaig habían sido una importante familia en tiempos pasados, pero su poder había declinado tras la derrota sufrida en la batalla de Áth Senaig en el año 738 a manos de los Uí Dúnlainge, dinastía establecida en el norte de Leinster, en torno a Naas y Kildare, con la ayuda de los poderosos Clann Cholmáin de Mide. El declive de los Clann Cholmáin a principios del siglo XI (coincidiendo con el reinado de Brian Boru y la derrota sufrida por los Uí Dúnlainge de Máel Mórda mac Murchada en la batalla de Clontarf cambiaron sustancialmente el panorama político en favor de los Uí Cheinnselaig.
El regreso de los vikingos a las costas irlandesas a comienzos del siglo X trajo aparejada la construcción de ciudades nuevas en las costas. Estas ciudades, centros de comercio y producción, proporcionaban pingües beneficios a sus propietarios, lo que las convirtió en objetivo de los principales reyes de Irlanda. Los reyes de Leinster se encontraban en una posición particularmente ventajosa para explotar estos núcleos, ya que tres de las cinco principales centros vikingos se encontraban en su provincia. En la esquina sudeste, dominada por los Uí Cheinsselaig, estaba Wexford. Algo más al oeste, en el pequeño reino de Osraige, Waterford. Y finalmente, Dublín, el más importante centro vikingo en la isla, situado en el noreste de la provincia. En cambio, los reyes del oeste y el norte del país (Ulster y Connacht) no tenían acceso alguno a ciudades, en tanto que en Munster, en el suroeste, se levantaban el reino de Cork en la costa meridional y el reino de Limerick en la occidental.

## Trayectoria
En 1047, Diarmait se alió a Niall mac Eochada, rey de los Ulaid, para tratar de presionar a los reinos de Mide, Brega y Dublín, bajo el control del Rey Supremo. Esta política se reveló altamente rentable para los intereses de Leinster, que consiguió atraer a su órbita el reino vikingo de Dublín, sustrayéndolo a la influencia del Rey Supremo.
Diarmait consiguió finalmente ser coronado como rey de Leinster, y situó a su hijo Murchad, como rey de Dublín. El control de dos de los territorios más pujantes económicamente de la isla y de la flota de Dublín proporcionó a Diarmait una poderosa posición a ambos lados del Mar de Irlanda. De hecho, cuanto los ejércitos sajones fueron derrotados por los normandos en la batalla de Hastings, los hijos del rey sajón Harold Godwinson, fallecido en la batalla, huyeron a Irlanda, donde fueron acogidos por Diarmait, que les alquiló su flota dublinesa para intentar invadir Inglaterra.

## Muerte y legado
Diarmait, uno de los hombres más poderosos de la isla, se implicó fuertemente en la disputa por el título de Rey Supremo. Sin embargo, fallecería en batalla contra Conchobar Ua Maelsechalinn, rey de Mide en las cercanías de Navan, condado de Meath, el 7 de febrero de 1072.
Su muerte quedaría recogida en los Anales de los cuatro maestros:
"Diarmaid, hijo de Mael-na-mbo, rey de Leinster, de los extranjeros de Ath-cliath y de Leath-Mogha-Nuadhat, fue muerto y decapitado en la batalla de Odhbha, martes, el séptimo de los idus de febrero, la batalla ganada por Conchobhar O'Maeleachlainn, rey de Mide. En la batalla, murieron también muchos cientos de extranjeros y de hombres de Leinster junto con Diarmaid. En ella murió Gillaphadraig O'Fearghaile, señor de Fortuatha".
Diarmait mac Maíl na mBó fue el bisabuelo de Dermot MacMurrough, rey de Uí Cheinnselaig y de Leinster. En su disputa con Rory O'Connor, rey de Connacht solicitaría ayuda a Enrique II de Inglaterra, lo que abriría las puertas de Irlanda a la invasión de Strongbow y significaría el comienzo del dominio inglés en la isla.